# Alyaksey Hawrylovich
Alyaksey Viktaravich Hawrylovich (Pinsk, 5 de junho de 1990) é um futebolista profissional bielorrusso que atua como defensor, atualmente defende o Dinamo Brest.

## Carreira
Alyaksey Hawrylovich fez parte do elenco da Seleção Bielorrussa de Futebol da Olimpíadas de 2012.